# Vlasta Vopičková
Vlasta Vopičková, rodným jménem Kodešová (* 26. března 1944 Praha) je bývalá československá tenistka, sestra wimbledonského vítěze Jana Kodeše.

## Sportovní kariéra
V roce 1960 se stala dorosteneckou mistryní ČSSR v tenise, v letech 1969–1970 byla mezinárodní mistryní ČSSR ve dvouhře, ve čtyřhře 1964, 1968-1969. Mistryní ČSSR ve dvouhře se stala roku 1967, ve čtyřhře 1962–1963, 1965–1970 a 1972, ve smíšené čtyřhře 1963 a 1967. Na French Open se dvakrát probojovala do čtvrtfinále (1968, 1970). Byla členkou československého týmu Federation Cupu, ve kterém porazila Virginii Wadeovou (1968). Roku 1969 se stala amatérskou mistryní Evropy v Turíně. V roce 1973 byla v semifinále Mezinárodního mistrovství Itálie v Římě.

## Soukromý život
Od roku 1964 je vdaná za bývalého hokejistu a tenistu Milana Vopičku, se kterým má dceru Vlastu a syna Milana.

## Postavení na evropském žebříčku/dvouhra
| 1970 | 1969 | 1968 | 1967 | 1966 | 1965 |
| ---- | ---- | ---- | ---- | ---- | ---- |
| 10.  | 9.   | 9.   | 8.   | 8.   | 9.   |